# Волошин, Ростислав Павлович
Ростисла́в Па́влович Березю́к-Воло́шин (псевдонимы: «Павленко», «Горбенко», «Борисенко», «Левченко», «Чепига»; 3 ноября 1911, с. Озеряны, Волынская губерния — 22 августа 1944, с. Бойничи (ныне Дрогобычский район, Львовская область, Украина) — видный деятель движения украинских националистов ОУН, один из организаторов и военачальников Украинской повстанческой армии, полковник Украинской повстанческой армии, командующий тыла УПА, заместитель Главного командира УПА, Председатель Президиума Большого Сбора Украинского Главного Освободительного Совета, Генеральный секретарь Внутренних Дел Украинского главного освободительного совета.

## Биография
Родился в семье железнодорожника. Образование получил в Ровненской гимназии, где включился в активную революционную деятельность и становится членом молодёжного движения «Пласт».
Поступил на юридический факультет Львовского университета. Обучение не окончил. Во время учёбы 18-летним юношей в 1929 вступил в ОУН. Принимал активное участие в изданиях подпольных газет и журналов «Горн», «Юноша», «Развитие Нации», становится известным оуновским деятелем, работал сотрудником журнала «Студенческий вестник», в 1933—1934 возглавлял Союз украинских студенческих организаций.
В 1933 — руководитель повятовой (уездной) организации Дубенщины, впоследствии — возглавлял Ровненскую окружную организацию ОУН.
После создания Краевой экзекутивы ОУН на Волыни и Полесье, занял должность идеологического руководителя (референта).
Неоднократно подвергался репрессиям польских властей. Пять раз — заключённый польских тюрем и дважды концлагеря в Берёзе-Картузской.
С установлением советской власти на Западной Украине арестован органами НКВД. В связи с началом Великой Отечественной войны — освобожден.
В 1941 году Ростислав Волошин был арестован немцами и отправлен в тюрьму Монтелюпих в Кракове. В конце 1942 года вырвался из тюрьмы, и с 1943 года находится в подполье.
Р. Волошин — один из создателей первых отрядов УПА, был заместителем командира УПА Д. Клячкивского (Клима Савура) и краевым проводником ОУН на СЗУЗ (Северо-западные украинские земли), активно создавал сеть организаций ОУН-УПА .
В 1941—1943 возглавлял политико-воспитательный отдел краевого Военного Штаба Украинской Повстанческой Армии, с весны 1943 возглавил тыловые структуры УПА.
Осенью 1943 — делегат от Украины и председатель на нелегальной Первой конференции порабощенных народов Востока, Европы и Азии, состоявшейся в селе Будераж Здолбуновского района, на которой был создан Антибольшевистский блок народов. Выступил с приветствием ко всем народам от имени Главного Провода ОУН.
В январе 1944 — один из организаторов и участник совещания высших руководителей ОУН и УПА. На конференции было обсуждено и принято решение об организации подпольной деятельности после прихода РККА и установления советской власти, работы службы безопасности и действиях ОУН и УПА на востоке.
В 1944 Волошин действовал против советских органов власти и армии на территории Галичины. 11—15 июля возле села Недилько Самборского района Дрогобычской области состоялся учредительный съезд Украинского Главного Освободительного Совета, где председателем Президиума съезда был избран Р. Волошин. На съезде были заслушаны, обсуждены и утверждены решения по трем основным докладам: «Владимира» Прокопа, Романа Шухевича и Николая Лебедя. Кроме того, был утверждён текст присяги воина УПА, принят универсал, идеологическая платформа и структурное устройство УПА.
На съезде Р. Волошин был избран Генеральным секретарём Внутренних Дел Украинского главного освободительного совета.
22 августа 1944 у села Гаи Бойничи при попытке перехода линии советского-германского фронта Р. Волошин погиб в бою с отрядом МГБ.

## Награды
Посмертно награждён высшей военной наградой Украинской повстанческой армии — Золотым Крестом Заслуги.
Кроме того, тогда же Волошину было присвоено звание полковника-политвоспитателя Украинской повстанческой армии.
В 2012 году посмертно награждён высшей наградой Пласта — Железным Пластунским Крестом.